# Eleutherodactylus alcoae
Espèce
Statut de conservation UICN

 EN B1ab(iii) : En danger
Eleutherodactylus alcoae est une espèce d'amphibiens de la famille des Eleutherodactylidae.

## Répartition
Cette espèce est endémique d'Hispaniola. Elle se rencontre en République dominicaine et à la frontière en Haïti du niveau de la mer jusqu'à 600 m d'altitude dans la péninsule de Barahona.

## Description
Les femelles mesurent jusqu'à 45 mm.

## Publication originale
- Schwartz, 1971 : A new species of Eleutherodactylus (Amphibia, Leptodactylidae) from Hispaniola. Annals of Carnegie Museum, vol. 43, no 2, p. 25-31.